# Émile Clerc
Émile Clerc (Thonon-les-Bains, 5 de junio de 1934) es un deportista francés que compitió en remo.
Ganó una medalla de plata en el Campeonato Mundial de Remo de 1962, y dos medallas en el Campeonato Europeo de Remo, plata en 1956 y bronce en 1961.

## Palmarés internacional
| Campeonato Mundial | Campeonato Mundial     | Campeonato Mundial | Campeonato Mundial |
| Año                | Lugar                  | Medalla            | Prueba             |
| ------------------ | ---------------------- | ------------------ | ------------------ |
| 1962               | Lucerna (Suiza)        | Medalla de plata   | Cuatro con timonel |
| Campeonato Europeo |                        |                    |                    |
| Año                | Lugar                  | Medalla            | Prueba             |
| 1956               | Bled (Yugoslavia)      | Medalla de plata   | Ocho con timonel   |
| 1961               | Praga (Checoslovaquia) | Medalla de bronce  | Ocho con timonel   |